# Thời gian biểu Chiến tranh Nam Ossetia 2008
Chiến tranh Nam Ossetia 2008 khởi đầu ngày 7 tháng 8 năm 2008 và các bên tham chiến gồm Gruzia, Nga, Nam Ossetia và Abkhazia.

## 8-9 tháng 8
Ngày 8 tháng 8, Gruzia, một đồng minh thân cận của Hoa Kỳ, mở một cuộc hành quân lớn để chiếm lại tỉnh Nam Ossetia. Nga vốn có mối quan hệ chặt chẽ với vùng này và muốn đưa quân đến làm nhiệm vụ bảo vệ hòa bình ở nơi đây.
Ngày 9 tháng 8, Quân đội Nga đưa hàng trăm xe tăng tiến vào tỉnh ly khai Nam Ossetia, đồng thời cho phi cơ thả bom xuống một thị xã nằm trong lãnh thổ của Gruzia.

## 10 tháng 8
Sau ba ngày giao tranh, các binh sĩ Nga chiếm hầu hết thủ phủ Tskhinval của Nam Ossetia, nơi đã bị tàn phá vì cuộc giao tranh dữ dội. "Kể từ hôm nay hầu hết thành phố Tskhinval nằm dưới quyền kiểm soát của các lực lượng duy trì hòa bình Nga," Thượng tướng Anatoly Nagovitsyn của Bộ Tổng Tham mưu Nga nói trước một cuộc thuyết trình chính thức ở Moskva.
Gruzia xác nhận họ đã rút các lực lượng ra khỏi thành phố. Người đứng đầu Hội đồng An ninh Quốc gia, ông Kakha Lomaia, nói với các phóng viên rằng "các tư lệnh quân sự đã quyết định rút khỏi Tskhinvali vào sáng hôm nay." Một đoàn xe gồm các binh sĩ và pháo binh rời khỏi Nam Ossetia qua Ergneti, một ngôi làng ngay bên ngoài lãnh thổ do Gruzia kiểm soát ở phía nam Tskhinval, nhưng ông Lomaia nói các lực lượng của Gruzia vẫn chiến đấu bên trong Nam Ossetia.
Nga đồng thời cũng đưa một hải đội đến khu vực ngoài khơi một vùng ly khai khác thuộc Gruzia, Abkhazia, và các oanh tạc cơ phản lực của họ thả bom khu ngoại ô thủ đô Tblisi của Gruzia. Các chỉ huy quân sự Hoa Kỳ nói rằng Không quân Hoa Kỳ ngày 10/8 bắt đầu không vận các toán quân đầu tiên của Gruzia về nước, trong tổng số 2.000 quân đang đồn trú tại Iraq, sau khi chính phủ Gruzia muốn cho số quân của mình được hồi hương khẩn cấp.

## 11 tháng 8
Ứng cử viên Tổng thống đảng Cộng hòa John McCain của Hoa Kỳ, phát biểu trước các phóng viên truyền hình trước khi lên xe buýt đi vận động tại tiểu bang Pennsylvania, đề cập đến cuộc chiến tranh giữa Nga và Gruzia.
Tình hình chiến sự vẫn nóng bỏng chung quanh Tskhinvali, thủ phủ của tỉnh Nam Ossetia. Các chiến đấu cơ của Nga mở những cuộc oanh tạc mới trên toàn Gruzia. Thành phố Gori coi như bỏ ngỏ từ chiều, phần lớn dân chúng và binh sĩ Georgia đã rời khỏi nơi đây vì sợ quân Nga tràn tới.

## 12 tháng 8
Nga ra lệnh ngưng các hoạt động quân sự tại Gruzia, sau năm ngày tấn công bằng không quân và bộ binh. Các viên chức Gruzia cáo buộc rằng Nga vẫn tiếp tục những vụ ném bom mặc dù có lời cam kết. Nga phủ nhận điều đó. Ít giờ trước khi loan báo quyết định ngưng chiến, phi cơ Nga oanh tạc thành phố Gori và bộ binh mở một cuộc tấn công vào khu vực ly khai ở Abkhazia, nơi Gruzia vẫn còn kiểm soát một phần lãnh thổ, với một lực lượng cơ giới gồm 135 chiếc đủ loại, kể cả chiến xa và thiết vận xa, siết chặt gọng kềm nhắm vào quân đội Gruzia đang trên đường tháo chạy.
Liên Hợp Quốc và khối NATO mở ra các cuộc họp để tìm cách đối phó với cuộc chiến Gruzia. Tổng thống Ba Lan và các nhà lãnh đạo của bốn quốc gia từng ở trong Liên bang Xô Viết đã đến thủ đô Tbilisi của Gruzia để bày tỏ sự đoàn kết với Tổng thống Saakashvili. Chuyến bay chở phẩm vật cứu trợ đầu tiên của Liên Hợp Quốc đến Gruzia để giúp hàng chục ngàn người tị nạn phải rời bỏ nhà cửa sau sáu ngày giao tranh.

## 13 tháng 8
Sau khi có lệnh ngưng tấn công của Nga, phía Gruzia chấp thuận một đề nghị ngưng bắn do Tổng thống Pháp Nicolas Sarkozy thương lượng. Năm nhà lãnh đạo từ các quốc gia từng nằm dưới ảnh hưởng của chế độ Liên bang Xô Viết cũng Tbilisi để hỗ trợ tinh thần cho Tổng thống Mikhail Saakashvili. Nga cũng đồng ý với đề nghị của Pháp. Tổng thống Sarkozy bay đến thủ đô Tbilisi và dự họp báo với tổng thống của Gruzia.
Chiến xa Nga tiến vào thị trấn cửa ngõ Gori rồi sau đó mở rộng tầm hoạt động trong lãnh thổ Gruzia, vi phạm cuộc ngưng bắn nhằm mục đích chấm dứt cuộc chiến. Ở phía Tây, thành phần ly khai tại Abkhazia với sự hỗ trợ của quân đội Nga đẩy quân đội Gruzia ra khỏi nơi này và còn tiến vào lãnh thổ Gruzia để cắm cờ nơi đây.
Tại Bruxelles, Bỉ, chính phủ Pháp tìm sự hậu thuẫn của khối Liên Âu để đưa quân bảo vệ hòa bình Âu Châu đến vùng này. Tuy nhiên Ngoại trưởng Pháp Bernard Kouchner nói rằng điều này chỉ có thể xảy ra với sự đồng ý của cả Gruzia và Nga.
Tổng thống Hoa Kỳ George H.W. Bush tuyên bố là ông nghi ngờ việc Moskva có tôn trọng một cuộc ngưng bắn với nước láng giềng Gruzia, khiến ông phải hoãn lại dự định đi nghỉ Hè của ông hầu có thể tiếp tục đối phó được với cuộc khủng hoảng này. Bà Perino cũng loan báo là Tổng thống Bush cử Ngoại trưởng Condoleezza Rice rời Washington vào chiều, để thực hiện một chuyến đi ngoại giao hầu cố giải quyết cuộc khủng hoảng này. Hai phi cơ Hoa Kỳ chở theo phẩm vật cứu trợ đến thủ đô Tbilisi của Gruzia ngày 13 và 14 tháng 8, cho các nạn nhân chiến cuộc.

## 14 tháng 8
Các tiếng nổ được nghe thấy gần thành phố Gori trong khi việc quân Nga rút quân khỏi thành phố chiến lược này coi như đã đình chỉ. Cuộc ngưng bắn lỏng lẻo lại có vẻ dễ sụp đổ hơn khi ngoại trưởng Nga Sergey Lavrov tuyên bố rằng thế giới "có thể quên đi việc thảo luận về vẹn toàn lãnh thổ của Gruzia." Chính phủ Gruzia nói rằng phía Nga đang rút khỏi Gori, nhưng sau đó cho hay có thêm quân Nga kéo vào thành phố này. Các viên chức chính phủ Gruzia đến thành phố này để chuẩn bị cho việc giao trả đã bất ngờ rời khỏi nơi đây vào khoảng giữa trưa, tiếp theo đó là cuộc đối đầu tại một trạm kiểm soát bên ngoài Gori và chỉ kết thúc khi chiến xa Nga lao tới khu vực này và cảnh sát Gruzia vội vã rút lui.
Tại Washington, một viên chức Ngũ Giác Đài nói rằng tình báo Mỹ ước lượng có khoảng 100 đến 200 lính Nga ở Gori. Ngoại trưởng Hoa Kỳ Condoleezza Rice bay đến Pháp và sau đó là Tbilisi để xác định nỗ lực của Hoa Kỳ nhằm "vận động thế giới bảo vệ một quốc gia Gruzia tự do." Trong cuộc họp ở Bormes-les-Mimosas, miền Nam nước Pháp, Ngoại trưởng Rice và Tổng thống Sarkozy cùng kêu gọi Nga và Gruzia hãy ký kết "không được trì hoãn" một thỏa hiệp ngưng bắn, đã được hai bên chấp nhận, hầu chấm dứt cuộc chiến tranh tại Gruzia. Cả Tổng thống Sarkozy và Ngoại trưởng Rice đều đưa ra lời kêu gọi kết thúc mau lẹ cuộc khủng hoảng, cam kết ủng hộ sự toàn vẹn lãnh thổ của Gruzia, sau khi hai nhân vật này cùng họp với nhau tại Bregancon Fort, tư dinh của tổng thống Pháp tại vùng Riviera.
Ba Lan và Hoa Kỳ ký một thỏa thuận theo đó Ba Lan sẽ cho Hoa Kỳ đặt một căn cứ chống hỏa tiễn thuộc một hệ thống phòng thủ mà Hoa Kỳ nói rằng nhằm ngăn cản các cuộc tấn công của những quốc gia không biết tôn trọng luật lệ quốc tế. Tuy nhiên, Moskva lại cho rằng hệ thống này nhắm vào lực lượng hỏa tiễn của họ.

## 15 tháng 8
Ngoại trưởng Hoa Kỳ Condoleezza Rice đến Gruzia để biểu dương sự hậu thuẫn của chính phủ Hoa Kỳ dành cho một chính quyền thân Tây phương đang tìm cách giành lại quyền kiểm soát đất nước mình bị quân Nga chiếm đóng. Tổng thống Mikhail Saakashvili của Gruzia nói ông đã ký một thỏa thuận ngưng bắn với Nga, chấm dứt những sự thù nghịch với Nga liên quan đến vùng Nam Ossetia ly khai. "Hôm nay tôi đã ký thỏa thuận ngưng bắn," ông nói, khi lên tiếng bên ngoài dinh tổng thống ở Tbilisi, đứng cạnh là Ngoại trưởng Rice.
Phát ngôn viên Tòa Bạch Ốc Bryan Whitman nói đến thời điểm này 82 tấn đồ tiếp tế nhân đạo được giao cho Gruzia trên bốn chuyến bay quân sự. Tướng lãnh cao cấp Anatoly Alekseevich Nogovitsyn của Nga nói rằng việc Ba Lan đồng ý để cho Hoa Kỳ đặt giàn hỏa tiễn chống hỏa tiễn tại quốc gia mình đã khiến cho Ba Lan dễ bị tấn công bởi các loại võ khí nguyên tử, theo bản tin của hãng thông tấn Interfax ở Nga.
Trong một cuộc họp báo sáng ở Moskva, Nogovitsyn nhắc lại lời cảnh cáo thường xuyên của Moskva rằng việc bố trí hệ thống phòng thủ chống hỏa tiễn ở Ba Lan và Cộng hòa Séc sẽ khiến Nga phải có sự đối phó quân sự. Theo thỏa thuận đạt được ngày 14/8, Ba Lan sẽ cho phép Hoa Kỳ đặt một căn cứ phòng thủ chống hỏa tiễn.
Tổng Thư ký Liên Hợp Quốc Ban Ki-moon bày tỏ sự quan tâm sâu xa và nhấn mạnh sự quan trọng của việc có được sự bảo đảm an toàn cho các nhân viên cứu trợ đến Gruzia.

## 16 tháng 8
Các đơn vị quân đội Nga rút khỏi trung tâm một thị trấn nằm không xa thủ đô Gruzia sau khi tổng thống Nga ký một thỏa thuận ngưng bắn, tuy nhiên ngoại trưởng Nga lại cảnh cáo rằng việc rút quân sẽ còn tùy thuộc vào các biện pháp an ninh tiếp đó.
Trong bài diễn văn được truyền thanh mỗi ngày, Tổng thống Hoa Kỳ George W. Bush nói rằng thế giới "đang quan sát với sự lo ngại về việc Nga xâm lăng một quốc gia láng giềng độc lập và đe dọa một chính phủ dân chủ do người dân của họ bầu lên. Để có thể khởi sự việc sửa chữa những thiệt hại trong mối quan hệ với Hoa Kỳ, Âu Châu và các quốc gia khác, và cũng để bắt đầu tái lập vị trí của họ trên thế giới, Nga phải có hành động chấm dứt cuộc khủng hoảng này."
Tổng thống Nga ký thỏa thuận ngưng bắn ở Sochi, một thành phố nghỉ mát nơi có biệt điện nghỉ Hè, theo lời phát ngôn viên của ông Medvedev, Alexei Pavlov. Tổng thống Gruzia Mikheil Saakashvili ký thỏa thuận ngưng bắn ở Tbilisi, thủ đô Gruzia.

## 17 tháng 8
Tổng thống Dmitry Medvedev của Nga hứa hẹn với Tây Phương rằng Nga sẽ khởi sự rút các lực lượng ra khỏi Gruzia vào ngày 18/8, nhưng không đề cập gì tới việc rời khỏi tỉnh ly khai Nam Ossetia, trọng tâm của cuộc xung đột giữa hai nước. Tổng thống Pháp Nicolas Sarkozy nói rằng Tổng thống Nga nói với ông bằng điện thoại rằng các lực lượng Nga sẽ khởi sự rút vào khoảng giữa ngày 18/8.
Không thấy có dấu hiệu giao tranh ngày 17/8, nhưng các binh sĩ Nga tiếp tục trấn giữ một trạm kiểm soát để vào Gori, mặc dù sự hiện diện có giảm bớt—với hai chiếc thiết vận xa.
Bộ trưởng Quốc phòng Hoa Kỳ Robert Gates bác bỏ những lời cảnh cáo của Nga như là "những lời khoa trương rỗng tuếch" khi Moskva nói rằng sẽ nhắm Ba Lan làm mục tiêu tấn công bởi vì Warszawa đồng ý chứa chấp một phần của hệ thống lá chắn chống hỏa tiễn của Hoa Kỳ. "Nga sẽ không phóng hỏa tiễn hạt nhân vào bất cứ ai. Người Ba Lan biết điều đó. Chúng ta biết điều đó," Bộ trưởng Gates nói trên chương trình truyền hình ABC News.

## 18 tháng 8
Nga loan tin quân đội của họ bắt đầu rút ra khỏi vùng xung đột tại Gruzia. Tuy vậy, trong cùng ngày lời tuyên bố này được đưa ra tại Moskva, quân đội Nga vẫn kiểm soát những vị trí quan trọng và còn đưa binh lính vào sâu hơn trong lãnh thổ Gruzia, tiến gần thủ đô Tbilisi.
Tại Gori, các quân nhân và chiến xa Nga được di chuyển tự do chung quanh vị trí chiến lược này. Lính Nga phá hủy một phi đạo trong một căn cứ quân sự tại thị xã Senaki ở miền Tây. Các ký giả ghi nhận có rất ít dấu hiệu cho thấy quân đội Nga tôn trọng những điều kiện trong thỏa hiệp ngưng bắn được ký để chấm dứt cuộc chiến.
Tại Paris, ngoại trưởng Pháp nói rằng "chúng ta đang chứng kiến sự bắt đầu" rút quân của Nga. Thế nhưng ngoại trưởng cũng khuyến cáo rằng Pháp sẽ kêu gọi Hội đồng châu Âu mở một cuộc họp khẩn cấp nếu Nga không thật sự rút quân. Trong khi đó Bộ Quốc phòng và các viên chức Hoa Kỳ nói rằng họ chưa thấy có sự di chuyển đáng kể nào của quân đội Nga.
Tại Moskva, Đại tướng Anatoly Nogovitsyn nói với báo chí rằng "hôm nay, theo kế hoạch hòa bình, quân đội bảo an Nga và lực lượng tăng cường đã bắt đầu rút lui." Ông nói thêm rằng quân đội đang rời thành phố Gori. Tuy nhiên, các nhân chứng thấy những chiếc xe tăng và những đoàn quân Nga chạy về hướng thủ đô Tbilisi thay vì rút về biên giới.
Lúc 17:30, máy bay quân sự Nga đi vào không phận Gruzia từ phía Bắc gần Stefantsminda (Kasbegi). Chiếc máy bay hướng về phía đập Jinvali, bay ngang qua đập và trở về.

## 19 tháng 8
Các ngoại trưởng NATO họp tại Bruxelles, Bỉ nhằm xét lại lịch trình sinh hoạt mà các quốc gia Tây Phương từng sắp đặt với Nga trong nhiều lãnh vực từ quân sự cho đến ngoại giao. Khối NATO đồng ý sau khi có sự thúc giục của Hoa Kỳ là sẽ tạm ngưng mọi giao dịch với Nga cho đến khi nào Moskva rút hết quân của họ ra khỏi Gruzia theo như một thỏa thuận ngưng bắn đã ký kết.
Có tin cho rằng lính Nga đã bắt 20 lính Gruzia làm tù binh tại hải cảng Poti trong vùng Bắc Hải, bịt mắt và còng tay họ, đồng thời chiếm đoạt các xe Humvee của quân đội Hoa Kỳ đang chờ được chở về Mỹ sau cuộc thao dượt hỗn hợp giữa quân đội Hoa Kỳ và Gruzia thời gian gần đây.
Khối NATO cũng đồng ý là sẽ tăng cường mối quan hệ với chính quyền Tbilisi nhưng không nói là sẽ gia tăng nỗ lực để Gruzia có thể gia nhập khối NATO, một điều đã làm cho Nga giận dữ từ trước khi xảy ra cuộc chiến hai tuần lễ liên quan đến vùng ly khai Nam Ossetia.
Một đoàn chiến xa và thiết vận xa của Nga được thấy rời khỏi thành phố chiến lược Gori của Gruzia, tuy nhiên các giới chức Nga nói rằng cuộc rút lui chính theo như đòi hỏi của Tây Phương sẽ không diễn ra cho tới 3 ngày nữa.
Nga và Gruzia cũng trao đổi tù binh. Cuộc trao đổi khởi sự khi hai trực thăng quân đội Nga đáp xuống ở Igoeti. Hai người nằm trên cáng được khiêng ra và trao cho các viên chức Gruzia. Xe cứu thương Gruzia sau đó mang hai người đến nơi này và dẫn đến phía trực thăng Nga.

## 20-21 tháng 8
Ngày 20 tháng 8, Tổng thống Bush tuyên bố là Nga phải rút các lực lượng của họ ra khỏi Gruzia và "thế giới phải đứng bên nước cộng hòa cũ này của Liên Xô, vì lý tưởng tự do."
Ngày 21 tháng 8, các lực lượng Nga ngăn chặn lối vào duy nhất bằng đường bộ tới thành phố hải cảng chính Poti của Gruzia, một ngày trước khi Nga hứa hẹn sẽ hoàn tất việc rút quân ra khỏi nước láng giềng của họ. Trong khi đó, các xe tăng, xe vận tải và binh sĩ Nga tiếp tục chiếm giữ các vị trí chung quanh thành phố chiến lược Gori và ở Igoeti, khoảng 30 dặm phía tây của thủ đô Tbilisi của Gruzia.
Vài ngàn người tham gia cuộc mít tinh ở Sukhumi, thủ phủ của Abkhazia, một vùng ly khai khác ở Gruzia. Một cuộc mit tinh tương tự xảy ra ở thủ phủ Tskhinvali của Nam Ossetia trong ngày. Các giới chức Nga, kể cả Tổng thống Medvedev, nói rằng Moskva sẽ công nhận sự độc lập của các vùng Abkhazia và Nam Ossetia.

## 22 tháng 8
Các lực lượng Nga rút khỏi các vị trí nằm sâu bên trong Gruzia, hai tuần lễ sau khi hàng ngàn binh sĩ rầm rộ tiến vào nước láng giềng nhỏ bé của họ trên hàng trăm xe thiết giáp. Những cuộc chuyển quân diễn ra sau khi bộ trưởng quốc phòng của Nga nói Tổng thống Dmitry Medvedev ra lệnh rút quân và hứa hẹn rằng các lực lượng Nga sẽ rút về những vùng ly khai và những khu an ninh chung quanh vào cuối ngày.
Người ta thấy một đoàn xe thiết giáp di chuyển từ một căn cứ quân sự ở miền tây Gruzia hướng về phía biên giới với vùng ly khai Abkhazia vào cuối trưa. Xa hơn về phía đông, các lực lượng Nga từ bỏ một trạm kiểm soát và vị trí bên lề đường tại ngôi làng Igoeti, chỉ cách thủ đô Tbilisi của Gruzia 30 dặm.
Chủ tịch hội đồng an ninh Gruzia, Alexander Lomaia, nói rằng quân Nga cũng rời thành phố chiến lược Gori, nằm trên trục xa lộ Đông-Tây ở về phía Nam của Nam Ossetia, khu vực ly khai đã là lý do gây ra cuộc chiến tháng này giữa quân Nga và Gruzia.
Về phía tây, một đoàn 83 xe tăng, thiết vận xa và xe vận tải chở trọng pháo rời xa căn cứ quân sự Senaki và hướng về phía biên giới với Abkhazia. Bên ngoài cảng Poti, người ta còn thấy sự hiện diện của thiết vận xa cùng xe vận tải quân đội và lính Nga vẫn tiếp tục đào công sự chiến đấu.

## 23 tháng 8
Hàng ngàn người dân Gruzia giận dữ trước sự hiện diện của lính Nga bên ngoài thành phố hải cảng chiến lược Poti, biểu tình tuần hành trên đường phố, vẫy cờ Gruzia và kêu gọi lính Nga hãy rút đi. Cuộc biểu tình diễn ra trong lúc một tướng lãnh cao cấp Nga nói rằng quân đội Nga sẽ tiếp tục tuần tiễu ở Poti dù rằng nơi này nằm ngoài các khu vực mà Nga cho rằng họ có quyền đưa binh sĩ đến trấn đóng tại Gruzia.
Trưa ngày 23/8, vài ngàn người phất cờ Gruzia tiến đến gần một vị trí đóng quân của Nga bên ngoài thành phố Gori. Một số binh sĩ rời khỏi giao thông hào của họ nhưng không có chỉ dấu bạo động. Việc quân Nga rút lui cho phép dân chúng tại thành phố Gori khởi sự trở về nhà của họ, hai tuần sau khi bỏ chạy lánh nạn các cuộc không tập và đạo quân xâm lăng Nga. Các đám đông hỗn loạn và xe cộ ùn tắc bên ngoài thành phố ngày 23/8 trong lúc cảnh sát Gruzia vất vả để kiểm soát việc dân chúng lũ lượt kéo về bằng cách thiết lập các nút chặn. Xa hơn về phía Bắc, gần biên giới Nam Ossetia và Nga, các nhà báo nhìn thấy một đoàn xe gồm khoảng 150 chiếc thiết vận xa, xe vận tải và thiết giáp đậu bên lề đường.

## 24 tháng 8
Chiến hạm USS McFaul của hải quân Hoa Kỳ giao vật phẩm cứu trợ nhân đạo cho các nạn nhân trong cuộc chiến, trong khi Moskva làm ngơ những đòi hỏi của Tây Phương yêu cầu họ rút các binh sĩ còn lại ra khỏi Gruzia. Nga nói những binh sĩ còn lại là những binh sĩ gìn giữ hòa bình cần thiết để ngăn ngừa đổ máu thêm và để bảo vệ Nam Ossetia và Abkhazia. Nhưng trong một dấu hiệu căng thẳng âm ỉ, một chiếc xe lửa chở nhiên liệu phát nổ trên tuyến đường sắt chính của Gruzia, gần thành phố Gori ở trung tâm Gruzia, sau khi trúng một trái mìn đất.
Một phóng viên Reuters ở Batumi, 80 km (50 dặm) phía nam hải cảng Poti, nơi các binh sĩ Nga vẫn còn hiện diện, trông thấy một chiếc cần trục khổng lồ bốc rỡ 55 tấn đồ cứu trợ từ chiếc tàu Mỹ USS McFaul, một khu trục hạm được trang bị hỏa tiễn có điều khiển. Hai chiếc tàu khác của Hoa Kỳ theo dự trù sẽ theo chân chiếc khu trục hạm tới hải cảng. Hoa Kỳ, một đồng minh mạnh của Gruzia, giao một số đồ cứu trợ bằng máy bay vận tải quân sự nhưng lúc này đang giao giường và thực phẩm.

## 26 tháng 8
Nga chính thức công nhận những lãnh thổ đã ly khai khỏi Gruzia, gây thêm căng thẳng với Tây Phương giữa lúc Hoa Kỳ phái chiến hạm USS McFaul chở đồ cứu trợ tới hải cảng Batumi. Tây Phương hầu như tức khắc đưa ra những lời chỉ trích. Ngoại trưởng Hoa Kỳ Condoleezza Rice nói quyết định công nhận nền độc lập của hai vùng ly khai ở Gruzia là điều "vô cùng đáng tiếc." Anh, Đức và Pháp cũng chỉ trích quyết định của Nga.
Trong khi các nước Tây Phương gọi sự hiện diện quân sự của Nga ở hải cảng Poti là một vi phạm rõ rệt một cuộc ngưng bắn đã được Liên hiệp Âu Châu đứng trung gian thu xếp, viên tướng hàng đầu Anatoly Nogovitsyn của Nga phản công rằng việc sử dụng tàu chiến để giao đồ cứu trợ là hành động "quỷ quyệt."

## 27 tháng 8
Tàu chiến USCGC Dallas của lực lượng Tuần duyên Hoa Kỳ bỏ neo tại hải cảng Batumi của Gruzia ở miền nam, khiến Nga cũng đưa ba chiếc tàu hải quân tới một hải cảng khác của Gruzia. Chiến hạm Dallas, chở 34 tấn vật phẩm cứu trợ nhân đạo, cặp bến tại hải cảng Batumi ở Hắc Hải, phía nam của vùng giao tranh giữa Nga và Gruzia trước đó. Trong khi đó, một khu trục hạm mang hỏa tiễn của Nga, chiếc Aurora, và hai chiếc tàu trang bị hỏa tiễn khác, bỏ neo tại hải cảng Sukhumi, thủ phủ của Abkhazia, cách Batumi khoảng 180 dặm về phía bắc. Hải quân Nga nói những chiếc tàu này sẽ tham gia vào các hoạt động duy trì hòa bình.
Tại Tbilisi, Thủ tướng Gruzia Lado Gurgenidze nói Nga gây ra những thiệt hại trị giá một tỉ Mỹ kim. Con số đó tương đương với một phần ba toàn thể ngân sách của chính phủ dành cho năm 2007 và các nhà lãnh đạo Gruzia hy vọng nhận được viện trợ kinh tế đáng kể từ Tây phương để giúp họ hồi phục.

## 28 tháng 8
Nghị viện của Gruzia đồng thanh biểu quyết cắt đứt các quan hệ ngoại giao với "nước xâm lăng."

## 29 tháng 8
Gruzia cắt đứt các quan hệ ngoại giao với Moskva để phản đối sự hiện diện của các binh sĩ Nga trên lãnh thổ của Gruzia.

## 30 tháng 8
Gruzia rút các viên chức ngoại giao còn lại ra khỏi tòa đại sứ của họ ở Moskva.
Lính Nga đóng sâu trong lãnh thổ Gruzia ngăn chặn không cho hàng ngàn người dân tị nạn Gruzia được trở về làng cũ của họ. Các làng mạc xung quanh thành phố Gori của Gruzia vẫn còn bị lính Nga chiếm đóng và ngăn không cho người dân nơi đây được trở về nhà cũ của họ. Tổ chức Theo dõi Nhân quyền kêu gọi Nga hãy điều tra các báo cáo liên quan đến tình trạng đốt phá và cướp bóc do thành phần dân quân Ossetia gây ra ở các làng mạc Gruzia. Cơ quan viện trợ Hoa Kỳ USAID nói đã đưa đến nơi đây phẩm vật cứu trợ trị giá hơn 30 triệu Mỹ kim, kể cả chăn mền, thực phẩm cho người tị nạn.

## 1 tháng 9
Giới lãnh đạo Liên hiệp Âu Châu họp để có biện pháp đối phó với việc Nga chiếm đóng Gruzia. Các nhà ngoại giao nói rằng khối Liên Âu ngần ngại trong việc đưa ra các biện pháp trừng phạt vì Moskva cho biết sẽ trả đũa nếu điều này xảy ra.

## 13 tháng 9
Quân đội Nga bắt đầu rút khỏi Gruzia. Vào lúc 11:00 MSK, tất cả các vị trí đóng quân gần Poti bị bỏ hoang, trong khi cuộc triệt thoái khỏi Senaki và Khob theo sau.